# Aristó d'Alexandria
Aristó d'Alexandria (en grec Ἀρίστων ὁ Ἀλεξανδρεύς) va ser un filòsof peripatètic contemporani d'Estrabó, al segle i aC, que va escriure una obra sobre el Nil.
Eudor d'Alexandria, contemporani seu, també va escriure un llibre sobre el mateix tema i les dues obres eren molt similars, tant, que es van acusar mútuament de plagi. No és segur qui va copiar de l'altre, encara que Estrabó s'inclina a pensar que Eudor era el culpable.